# L'illusione (film)
L'illusione è un film muto italiano del 1917 diretto da Guglielmo Zorzi.